# Le Magnétiseur
Le Magnétiseur byl francouzský němý film z roku 1897. Režisérem byl Georges Méliès (1861–1938). Ve Spojených státech vyšel pod názvem A Hypnotist at Work a ve Velké Británii jako While Under a Hypnotist's Influence. Film je považován za ztracený.
Jednalo se o jeden z Mélièsových filmů pro dospělé jako byly L'Indiscret aux bains de mer, En cabinet particulier nebo Après le bal.